# ۸۷۶ (خورشیدی)
۸۷۶ هشتصد و هفتاد و ششمین سال هجری خورشیدی است.